# كشران (جبل)
سلسلة جبال كشّران؛ (بشد الشين) هي سلسلة جبال تقع في السراة في ديار قبيلة بلقرن غرب وادي دغمة وجنوب منتزه الملك عبدالعزيز في محافظة بلقرن في منطقة عسير في المملكة العربية السعودية. على السفوح الجنوبية والشرقية للجبل تقع قرية الرفيع وقرية القابل التابعة لقرى آل يزيد من بلقرن وهي حدودها في الجنوب الشرقي.